# Municipio de Scipio (condado de LaPorte)
El municipio de Scipio (en inglés: Scipio Township) es un municipio ubicado en el condado de LaPorte en el estado estadounidense de Indiana. En el año 2010 tenía una población de 4570 habitantes y una densidad poblacional de 54,59 personas por km².

## Geografía
El municipio de Scipio se encuentra ubicado en las coordenadas 41°34′0″N 86°45′50″O / 41.56667, -86.76389. Según la Oficina del Censo de los Estados Unidos, el municipio tiene una superficie total de 83.71 km², de la cual 83,07 km² corresponden a tierra firme y (0,77 %) 0,64 km² es agua.

## Demografía
Según el censo de 2010, había 4570 personas residiendo en el municipio de Scipio. La densidad de población era de 54,59 hab./km². De los 4570 habitantes, el municipio de Scipio estaba compuesto por el 95,56 % blancos, el 1,05 % eran afroamericanos, el 0,07 % eran amerindios, el 0,63 % eran asiáticos, el 1,23 % eran de otras razas y el 1,47 % eran de una mezcla de razas. Del total de la población el 2,95 % eran hispanos o latinos de cualquier raza.